# Серфати, Авраам
Авраам Серфати (араб. أبراهام السرفاتي‎, фр. Abraham Serfaty, 16 января 1926 — 18 ноября 2010) — марокканский инженер, революционер, писатель и правозащитник еврейского происхождения. Член Марокканской коммунистической партии и Партии освобождения и социализма, затем один из основателей марксистско-ленинской организации «Вперёд» («Ила аль-Имам»). Активный участник антиколониального и антимонархического движений в Марокко. Репрессирован в «годы свинца», приговорён к пожизненному заключению, отбыл семнадцать лет в тюрьме. Освобождён в 1991 году.

## Книги
- L’Insoumis, Juifs, Marocains et rebelles. Desclée de Brouwer, 2001 (в соавторстве с Михаэлем Эльбазом)
- Le Maroc du noir au gris. Syllepse, 1998
- La Mémoire de l’autre. Stock, 1993
- Dans les Prisons du Roi — Écrits de Kénitra sur le Maroc. Éditions Messidor, Paris, 1992
- Écrits de prison sur la Palestine. Éditions Arcantère, 1992; Éditions Rahma, Alger, 1992
- Lutte anti-sioniste et Révolution Arabe (Essai sur le judaïsme marocain et le sionisme). Éditions Quatre-Vents, 1977